# Celles (Ariège)
Celles é uma comuna francesa na região administrativa de Occitânia, no departamento de Ariège.